# Heshmatabad
Heshmatabad (em persa: حشمت اباد, também romanizada como Ḩeshmatābād) é uma aldeia do distrito rural de Esfandar, no condado de Abarkuh, na província de Yazd, Irã.
No censo de 2006, sua população era de 24 habitantes, em 8 famílias.